# 秋田屋まさえ
秋田屋 まさえ（あきたや まさえ、1978年5月9日 - ）は、日本の元女子プロボクサー。本名は伊藤 雅恵（いとう まさえ）。北海道芦別市出身。リングネームの「秋田屋」は実家で経営する旅館の屋号に由来する。第3代OPBF東洋太平洋女子アトム級王者。

## 来歴
専門学校卒業後、大阪で保育士として働いていた時期にボクシングと出会い、アマチュアで活躍。2004年の第2回全日本女子大会ライトフライ級で優勝。
2007年にJBCが女子認定を決めたのに伴い、豊中市のワイルドビートボクシングジムに所属しプロを目指しエキシビションに出場。
2008年2月のJBC女子第1回プロテストでプロライセンスを取得。北海道初の女子プロボクサーとなった。
5月25日、和歌山市での真道ゴー戦でプロデビューし、判定勝利。
2009年12月6日、ATCホールで後の東洋太平洋王者アマラー・ゴーキャットジムに1-2でプロ初敗戦。
2010年5月16日、元WIBA世界ミニマム級王者池山直に敗れ連敗。
2010年12月6日、プロとして初めて後楽園ホールのリングを踏み、小関桃が持つWBC女子世界アトム級王座に挑戦するが、偶然のバッティングでドローとなり王座奪取に失敗。
2012年2月19日、安藤麻里が持つWBA女子世界ライトミニマム級王座挑戦権を懸けて宮尾綾香と対戦。判定負け。
2012年7月1日、花形冴美と対戦しドロー。
2013年2月26日に後楽園ホールにて宮尾綾香が持つWBA世界ライトミニマム級王座に挑戦する。試合は6回終了間際にダウンを奪われ、0-3判定負けとなりまたしても王座奪取に失敗。
2013年6月3日、Facebookで引退を表明。
2014年、現役復帰表明。
6月20日のローズ文化ホールにてヨクファー・クルンテープトンブリ相手に復帰戦を行い、3-0判定で勝利。勝利者インタビューで復帰を決めた理由として「心のもやもやは晴れず、もう一度世界のベルトを目指す気持ちになりました」と語った。
9月20日、池山直が持つWBO女子世界アトム級王座に挑戦（WBO女子ミニフライ級の池原シーサー久美子 vs グレッツェン・アバニエルとのダブル世界戦）。2回にダウンを奪われ0-3の判定負け。
2015年5月9日、アクア文化ホールにて黒木優子が持つWBC女子世界ミニフライ級王座に挑むが、0-3判定で敗れ37歳の誕生日をタイトル奪取で飾ることはできなかった。
2016年3月1日、3年ぶりとなる後楽園ホールにて神田桃子が持つOPBF東洋太平洋女子アトム級王座に挑み、2-0の判定で勝利、プロ初タイトルを手にした。
8月13日、ソーンサワン・サラカーンジムとのノンタイトル6回戦を3回TKOで勝利。
2017年8月12日、荒瀬あかり相手にOPBF王座の防衛戦を行い、負傷判定で初防衛に成功。
2018年8月12日、フロリビック・モンテロとのノンタイトルを判定勝利。
2018年12月、世界王座挑戦へ向けOPBF王座を返上。
2019年3月、フュチュールへ移籍。
2021年10月6日、外傷性白内障を発症し視力低下も進んだため引退。

## エピソード
- 試合時に着用するものはグローブ以外すべて緑色である。応援団も全員緑の法被やTシャツを着る。
- 地元の芦別市長がしばしば応援に駆けつける[13]。

## 戦績
- プロボクシング:21戦 13勝 4KO 6敗 2分け

| 戦           | 日付          | 勝敗 | 時間    | 内容        | 対戦相手                         | 国籍       | 備考                                      |
| ------------ | ------------- | ---- | ------- | ----------- | -------------------------------- | ---------- | ----------------------------------------- |
| 1            | 2008年5月25日 | ☆    | 4R      | 判定3-0     | 真道ゴー(クラトキ)               | 日本       | プロデビュー戦                            |
| 2            | 2008年9月15日 | ☆    | 4R      | 判定3-0     | 田中奈浦子(フュチュール)         | 日本       |                                           |
| 3            | 2009年2月15日 | ☆    | 4R 1:53 | TKO         | 谷美幸(フュチュール)             | 日本       |                                           |
| 4            | 2009年4月10日 | ☆    | 4R      | 判定3-0     | 神田桃子(ハラダ)                 | 日本       |                                           |
| 5            | 2009年8月23日 | ☆    | 6R      | 判定3-0     | 小田美佳(宮田)                   | 日本       |                                           |
| 6            | 2009年12月6日 | ★    | 6R      | 判定1-2     | アマラー・ゴーキャットジム       | タイ       |                                           |
| 7            | 2010年5月16日 | ★    | 6R      | 判定0-3     | 池山直(中外)                     | 日本       |                                           |
| 8            | 2010年8月15日 | ☆    | 8R      | 判定3-0     | リリー・ゴーキャットジム         | タイ       |                                           |
| 9            | 2010年12月6日 | △    | 3R      | 負傷        | 小関桃(青木)                     | 日本       | WBC世界アトム級タイトルマッチ             |
| 10           | 2011年4月17日 | ☆    | 3R 1:30 | TKO         | サエンペッチ・ソージャブーン     | タイ       |                                           |
| 11           | 2011年8月28日 | ☆    | 2R 1:40 | TKO         | クリカノック・アイランドムエタイ | タイ       |                                           |
| 12           | 2012年2月19日 | ★    | 8R      | 判定0-3     | 宮尾綾香(大橋)                   | 日本       |                                           |
| 13           | 2012年7月1日  | △    | 8R      | 判定1-1     | 花形冴美(花形)                   | 日本       |                                           |
| 14           | 2013年2月26日 | ★    | 10R     | 判定0-3     | 宮尾綾香(大橋)                   | 日本       | WBA女子世界ライトミニマム級タイトルマッチ |
| 15           | 2014年6月20日 | ☆    | 6R      | 判定3-0     | ヨクファー・クルンテープトンブリ | タイ       | 復帰戦                                    |
| 16           | 2014年9月20日 | ★    | 10R     | 判定0-3     | 池山直(フュチュール)             | 日本       | WBO世界アトム級タイトルマッチ             |
| 17           | 2015年5月9日  | ★    | 10R     | 判定0-3     | 黒木優子(YuKO)                   | 日本       | WBC女子世界ミニフライ級タイトルマッチ     |
| 18           | 2016年3月1日  | ☆    | 8R      | 判定2-0     | 神田桃子(勝又)                   | 日本       | OPBF東洋太平洋女子アトム級タイトルマッチ  |
| 19           | 2016年8月13日 | ☆    | 3R 1:50 | TKO         | ソーンサワン・サラカーンジム     | タイ       |                                           |
| 20           | 2017年8月12日 | ☆    | 6R      | 負傷判定3-0 | 荒瀬あかり(ヨシヤマ)             | 日本       | OPBF東洋太平洋女子アトム級王座・防衛1     |
| 21           | 2018年8月13日 | ☆    | 6R      | 判定1-0     | フロリビック・モンテロ           | フィリピン |                                           |
| テンプレート |               |      |         |             |                                  |            |                                           |

## 獲得タイトル
アマチュア
- 第2回全日本女子大会ライトフライ級優勝

プロ
- 第3代OPBF東洋太平洋女子アトム級王座